# Schienenverkehr in Indonesien
Schienenverkehr in Indonesien gab es auf den Inseln Java, Sumatra, Borneo, Madura, Neuguinea und Sulawesi. Zu Beginn des 21. Jahrhunderts gibt es noch ein Schienennetz, das die meisten Teile der dicht besiedelten Insel Java bedient. Auf Sumatra gibt es drei nicht zusammenhängende Streckennetze. Hinzu kommt eine Reihe kleiner Werksbahnen, die vor allem die Zuckerrohr- und Palmölindustrie dienen. Eine davon, die Cepu-Waldbahn auf Java, hat noch Dampflokomotiven und betreibt Touristenzüge.

## Geschichte
Die erste Eisenbahn auf den Ostindischen Inseln war eine 1867 eröffnete Strecke von Tanggung nach Semarang auf der Insel Java (siehe auch: Nederlands-Indische Spoorweg). Sie wurde in Normalspur (1435 mm) gebaut, was sich aber aufgrund des Geländes und des erwarteten Verkehrsaufkommens als unwirtschaftlich für eine Erweiterung erwies, weshalb alle weiteren Bahnen in Kapspur (1067 mm) entstanden.

## Streckennetz
Die gesamte Länge des indonesischen Schienennetzes beträgt ca. 8.000 km einschließlich aller innerstädtischen und industriell betriebenen Strecken.
Nach Angaben des Mid-term Development Plans sollten von 2015 bis 2019 ca. 3.300 km an Bahnstrecke auf den indonesischen Inseln Java, Sumatra, Sulawesi und Kalimantan ausgebaut werden. Die Hälfte der Ausgaben, die sich auf ca. 17 Milliarden US-Dollar belaufen, sollen aus der Privatwirtschaft stammen. Nach Informationen des Indonesischen Transportministeriums flossen seit 2014 aber nur 2,8 Milliarden US-Dollar aus dem privaten Sektor. Bis 2017 wurden so nur 400 km Strecke realisiert.
Die geplante Infrastrukturoffensive Indonesiens betitelt 55 strategische Bauprojekte; 23 fallen auf den Schienenverkehr. Dazu zählen verschiedenste Prestigeprojekte wie zum Beispiel:
- der Bau der ersten U-Bahn in Jakarta,
- die erste Hochgeschwindigkeitsstrecke zwischen Jakarta und Bandung,

- die in ersten Teilabschnitten in Betrieb befindliche Flughafentransferverbindung in Jakarta,

- der Bau einer durchgehenden Bahnstrecke auf Sulawesi.[3]

### Java

Netz des Vorortverkehrs von Jakarta

Eisenbahnnetz auf Java um 2010

Die Eisenbahnen in Java werden modernisiert und verbessert. In Jakarta besteht ein elektrisch betriebenes Netz von Vorortbahnen. Im Jahr 2016 begann der Bau einer neuen 142 Kilometer langen Hochgeschwindigkeitsstrecke, die Jakarta mit Bandung verbindet. Die Strecke ging im Oktober 2023 in Betrieb. Der Bau und die Finanzierung werden durch China gewährleistet.

### Sumatra
Im Jahr 2014 wurde in Südsumatra eine 255 km lange Normalspurstrecke eröffnet, welche die Braunkohlebergwerke von Tanjung Enim mit einem neuen Hafen in Srengsem in der Provinz Lampung verbindet.

### Borneo
Im Jahre 2011 wurde der Bau einer normalspurigen Schwerlastbahn in der Provinz Kalimantan Timur im Osten der Insel Borneo geplant. Die 130 km lange Strecke sollte das Kohlebergwerk Muara Wahau mit einem neuen Industrieareal und dem Hafen in Bengalon verbinden. Das Projekt wurde von Mineral Energy Commodities in den Vereinigten Arabischen Emiraten finanziert und sollte 1,5 Mia. US-Dollar kosten. Es sollen pro Jahr 34 Mio. Tonnen Kohle transportiert werden, die in 120-Wagen-Zügen mit drei Lokomotiven befördert werden.

### Madura
Auf Madura verkehrte von 1901 bis 1987 eine Dampfstraßenbahn, welche den Westen mit dem Osten der Insel verband. Sie wurde von der Madoera Stoomtram Maatschappij betrieben und bediente ein kapspuriges Streckennetz von 142 km Länge.

### Papua
Für zwei Eisenbahnprojekte werden Machbarkeitsstudien durchgeführt: eine 390 km lange Strecke von Sorong nach Manokwari und eine 205 km lange Strecke von Sarmi nach Jayapura, die einige Jahre nach der ersten Strecke fertiggestellt werden soll. Die Strecken könnten zu einer 595 km langen durchgehenden Route entlang fast der gesamten Nordküste des indonesischen Teils der Insel verbunden werden. Das Projekt wird unter dem Namen KA Trans Papua geführt.

### Sulawesi
Im Jahr 2015 begannen die Arbeiten an einer 145 Kilometer langen Eisenbahn im Süden der Insel zwischen Parepare und Makassar, die 2019 fertiggestellt werden soll. Eine separate 400 km lange Eisenbahn wird im Norden zwischen Manado und Gorontalo vorgeschlagen. Es werden derzeit Gespräche über den Aufbau eines Netzwerks von bis zu 2000 km geführt.

## Gesellschaften
Die meisten Eisenbahnstrecken werden von der staatlichen Kereta Api Indonesia (KAI) betrieben. Es sind dies die bestehenden Strecken auf Java und Sumatra, aber auch zukünftige Strecken auf Borneo und Sulawesi. Die elektrisch betriebenen Vorortbahnen von Jakarta werden von Kereta Commuter Indonesia (KCI) betrieben, die eine Tochtergesellschaft KAI ist.